# Восход (ракета)
Вижте пояснителната страница за други значения на Восход.
Ракета Восход е руска ракета, която използва за прототип съветската МКБР Р-7. Проектирана е за пилотирани космически полети, но по-късно е използвана за извеждане на разузнавателните спътници Зенит. Комбинира ракета Р-7 с по-горна степен, която е проектирана да извежда сонди в космоса.
Има само една модификация 11A57. В периода от 16 ноември 1963 до 29 юни 1976 г. са направени 306 изстрелвания, 13 от които неуспешни.